# Porzellanmanufaktur Augarten

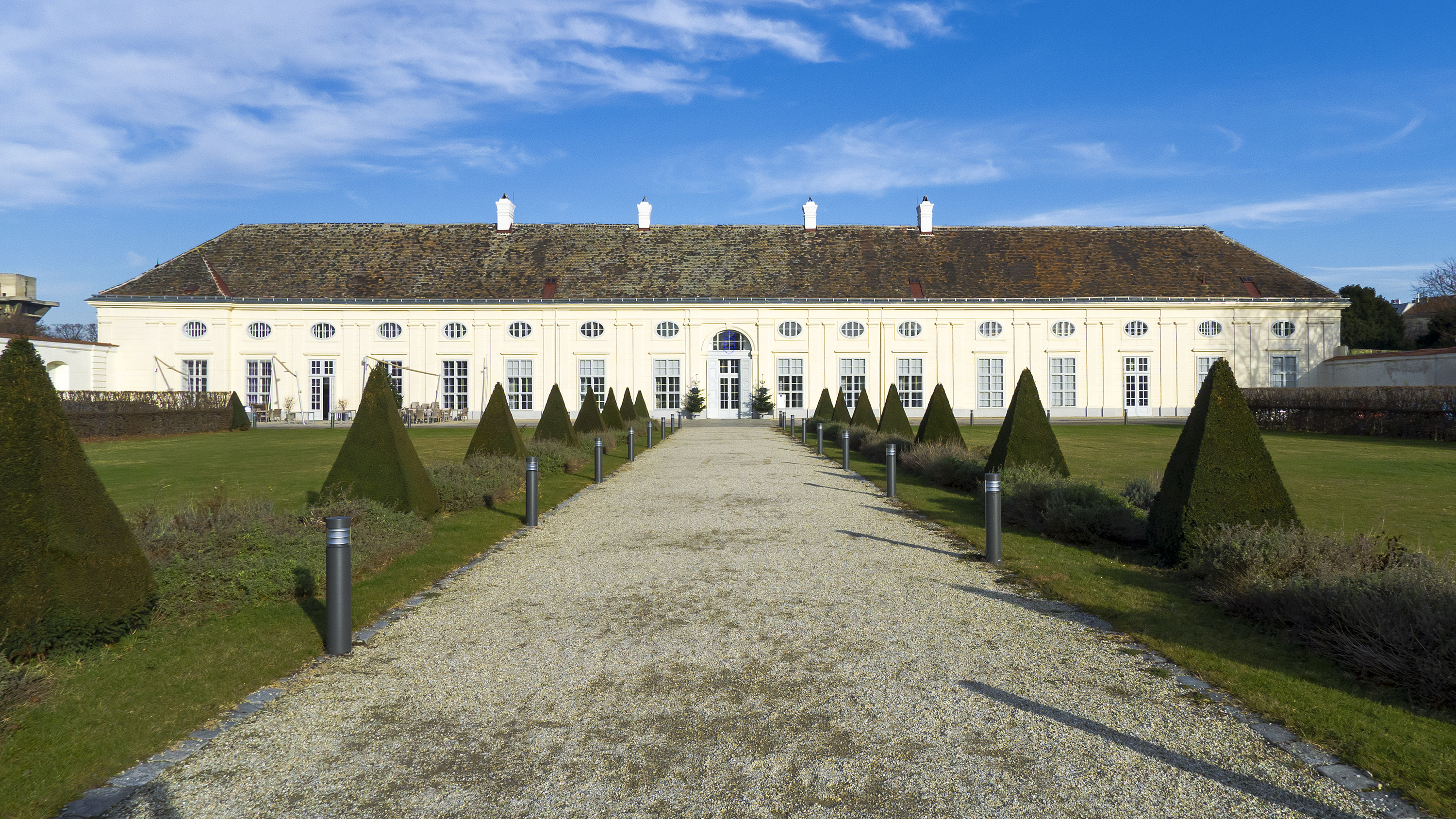
Wiener Porzellanmanufaktur Augarten

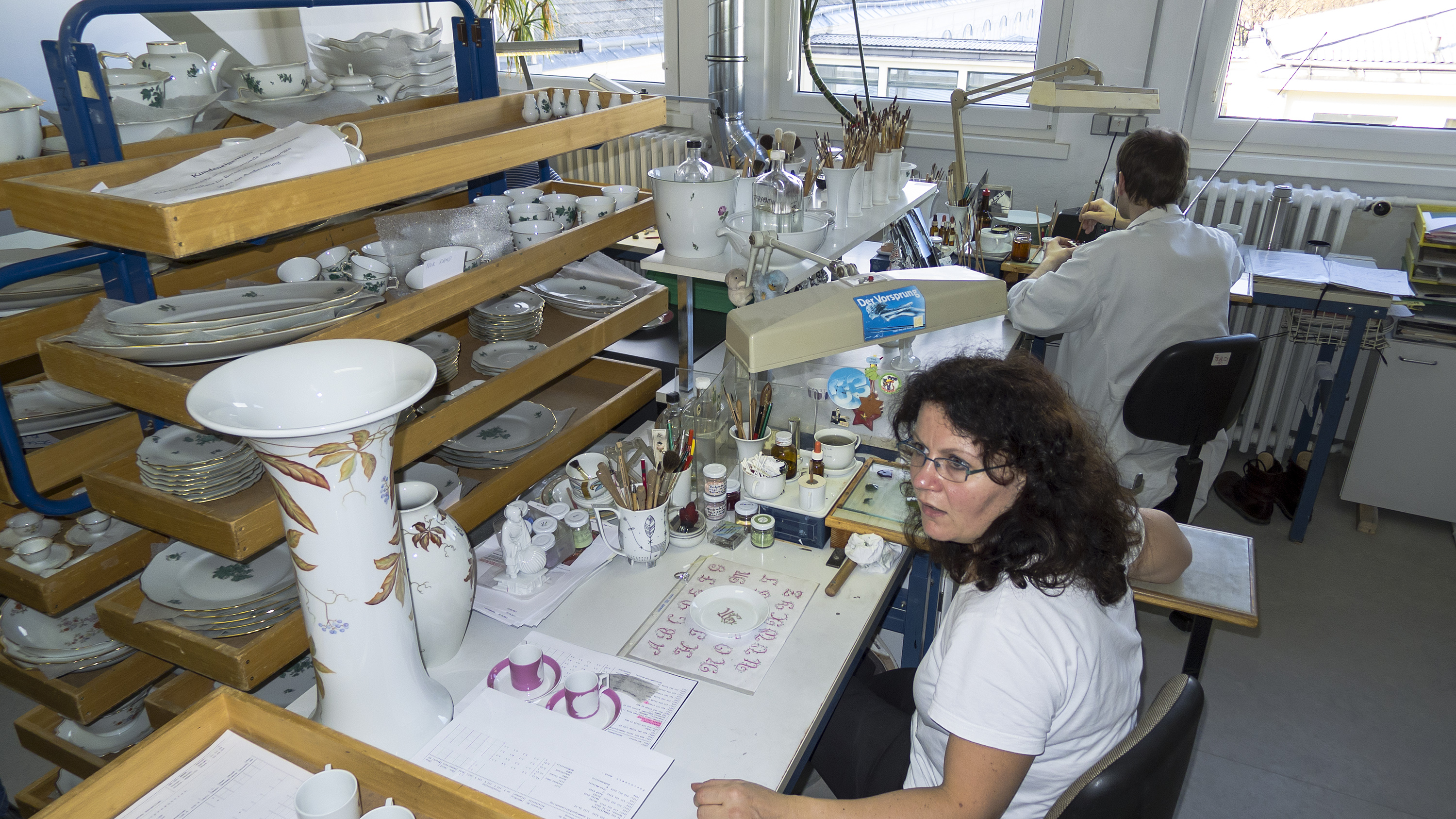
In der Manufaktur

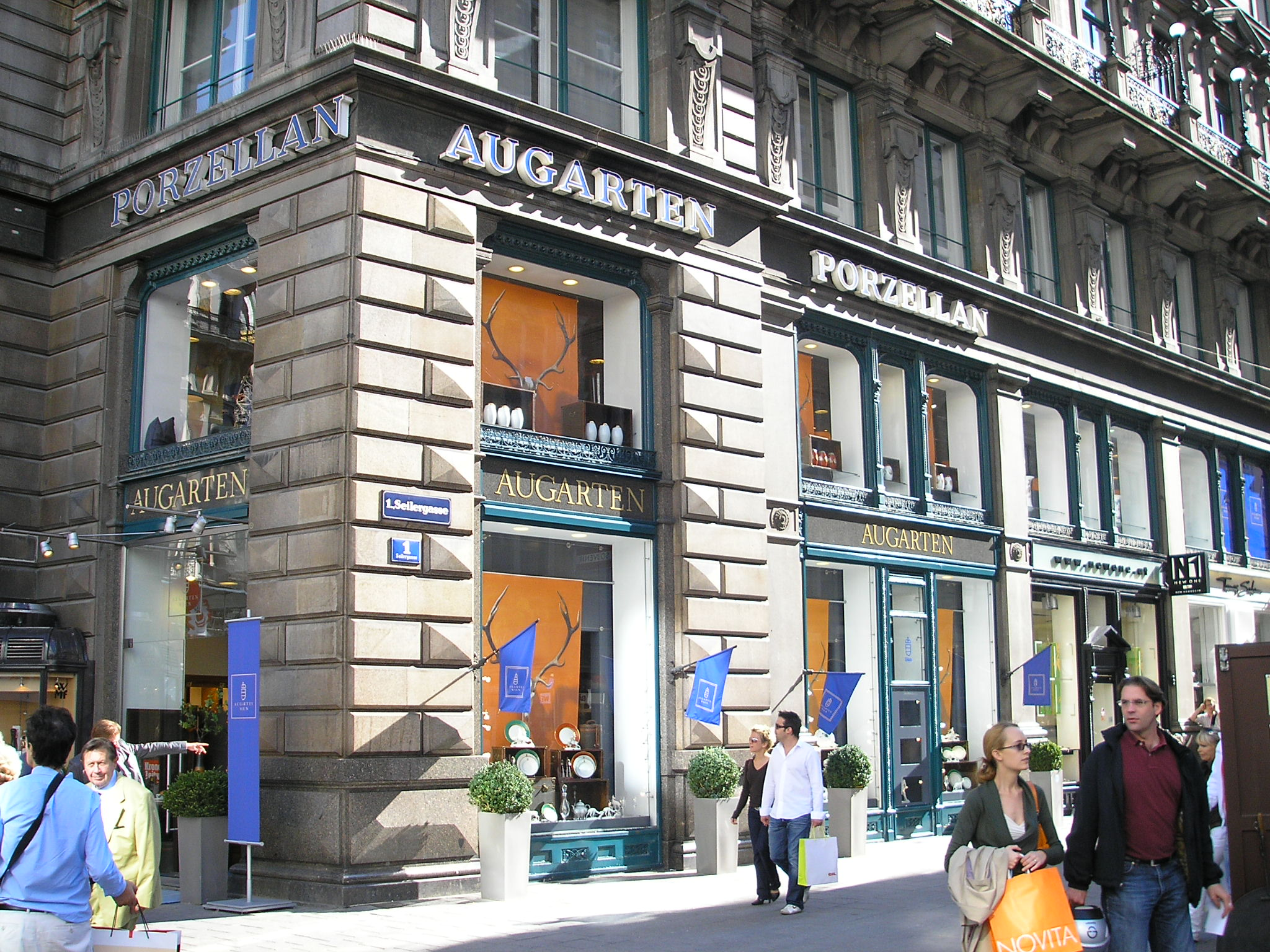
Filiale am Stock-im-Eisen-Platz in Wien 1

Die Porzellanmanufaktur Augarten ist eine Wiener Porzellanmanufaktur; gegründet wurde sie in ihrer heutigen Form 1923.
Benannt ist sie nach dem Augarten, jenem Park, in dem ihre Manufakturgebäude (Schloss Augarten und ein in der Zweiten Republik errichteter Erweiterungsbau) Nachbarn des Palais Augarten der Wiener Sängerknaben sind.

## Bedeutung
Von der kunsthistorischen Bedeutung her ist Augarten Porzellan mit Meißen und der Porzellanmanufaktur Nymphenburg vergleichbar. Die Stücke werden in der Manufaktur im 2. Wiener Gemeindebezirk Leopoldstadt händisch hergestellt.
Die Produkte von Augarten sind das teuerste österreichische Porzellan und werden auch für Staatszwecke wie in der Hofburg, dem Bundeskanzleramt und österreichischen Botschaften, sowie als Staatsgeschenke verwendet. Die Produktpalette umfasst Vasen, Speise-, Tee- und Kaffeeservices, Figuren, Lampen und Geschenke. Die Entwürfe entstammen verschiedenen Epochen und umfassen unterschiedliche Motive. Neben Chinoiserien, Blumen-Buketts, Jagd- und Naturmotiven stehen Klassizismus, Biedermeier, Art déco und Moderne zur Auswahl.

## Geschichte
Nach dem Ende der Donaumonarchie und der Stabilisierung der Nachkriegswirtschaft wurde am 2. Mai 1923 im Schloss Augarten die „Wiener Porzellanmanufaktur Augarten“ (Porzellanfabrik Augarten A.-G.) im Beisein von Bundespräsident Michael Hainisch eröffnet. Das Unternehmen bezieht sich auf die Tradition der ehemaligen, 1864 geschlossenen Wiener Porzellanmanufaktur und verwendet teilweise deren Designs.
Das Art déco war in dieser Zeit sehr beliebt und die Produkte wurden von Künstlern wie Albin Döbrich, Franz von Zülow, Josef Hoffmann, Michael Powolny und Ida Schwetz-Lehmann entworfen. Die Manufaktur produziert nach wie vor Altbewährtes aus allen Zeitrichtungen. Künstler wie Friedrich Ludwig Berzeviczy-Pallavicini, Thomas Feichtner, Walter Bosse, Yu Feng, Joseph Nigg, Gottfried Palatin, Ena Rottenberg, Claudia Stuhlhofer Mayr und Robert Ullmann sorgen für immer neue Entwürfe.
2003 wurde die Manufaktur wegen Konkurs geschlossen und das gesamte Personal gekündigt.
Im September 2003 kaufte eine Investorengruppe um den Unternehmer und Sanierer Erhard Grossnigg (VMS Value Management Services GmbH) die Konkursmasse und gründete ein neues Unternehmen namens Neue Porzellanmanufaktur Augarten. Die Porzellanmanufaktur Augarten sei das einzige Investment (neben dem Linzer Fußballclub Lask), das Grossnigg „aus reiner Leidenschaft und ohne Profitinteresse“ betreibe.
In einem Seitenflügel befindet sich seit dem Jahr 2011 das Porzellanmuseum im Augarten.
Im Jahr 2014 gab die Manufaktur in Zusammenarbeit mit der Österreichischen Post die erste Porzellan-Briefmarke der Welt heraus.

## Signierung
Auf jedem Produkt von Augarten wird der blaue Bindenschild aufgestempelt. Außerdem wird jedem Porzellanobjekt eine Maler-, Dekor- und Formnummer aufgetragen.

## Filialen
Augarten unterhält Filialen in Wien, Linz und Salzburg. Das Schloss selbst steht zur Besichtigung offen. Besucher können dort bei täglichen Führungen einen Einblick in die Produktionsweise von Augarten Porzellan gewinnen. Im neu gestalteten Porzellanmuseum können Besucher anhand repräsentativer Exponate die Geschichte des Wiener Porzellans erleben.
Die Produkte sind nicht nur in Österreich begehrt, auch bei Japanern finden sie großen Absatz. Im Flagshipstore in der Spiegelgasse 3 gibt es extra eine japanische Kundenbetreuerin. Im Kaiserpalast von Tokio wurde Augarten-Porzellan ebenfalls gesichtet.

## Galerie

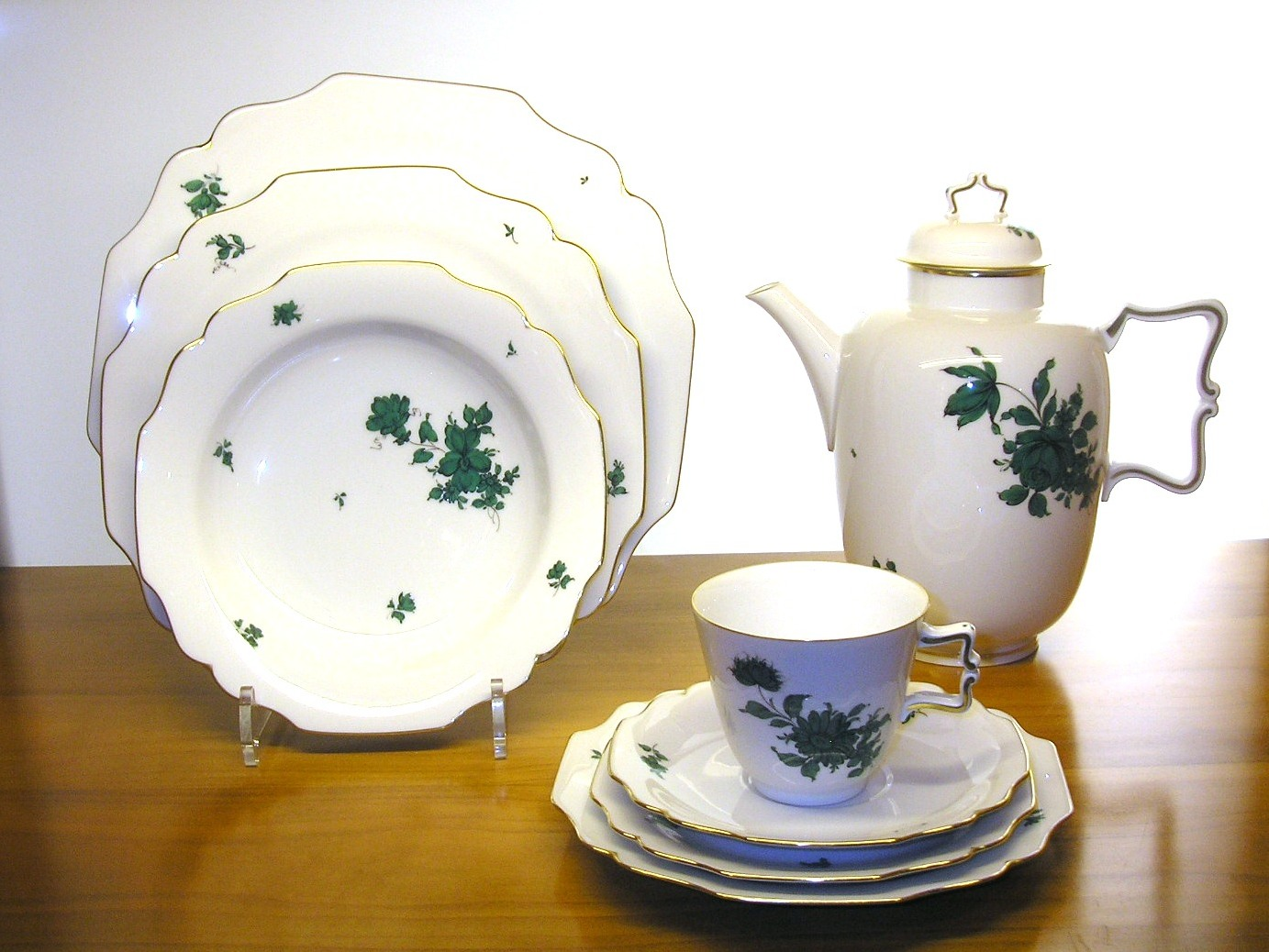
Porzellanservice Maria Theresia, wurde im Auftrag der Kaiserin für die Ausstattung eines Jagdschlosses im 18. Jh. kreiert
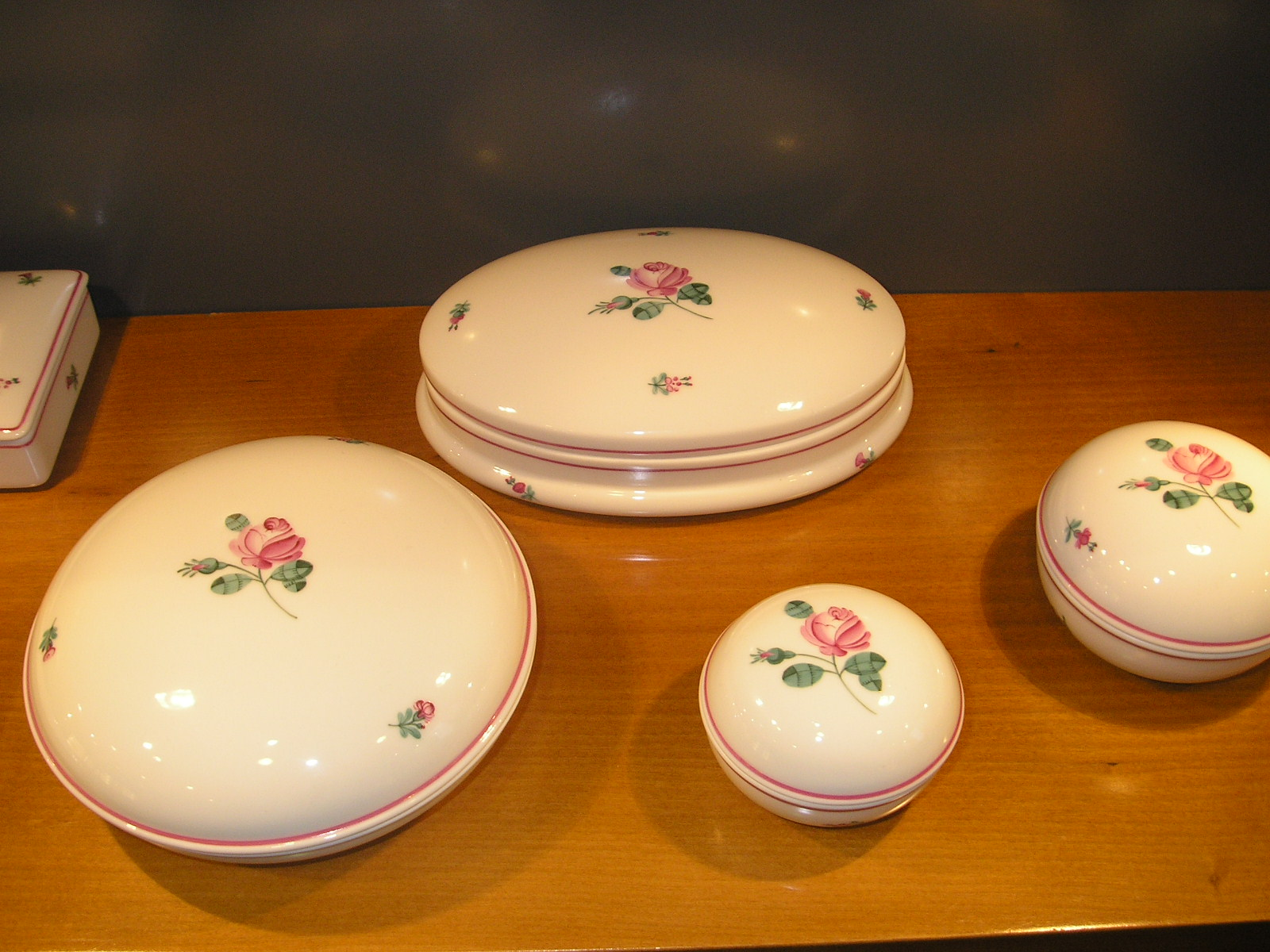
Konfektdosen aus dem Biedermeier sind besonders bei Damen beliebt
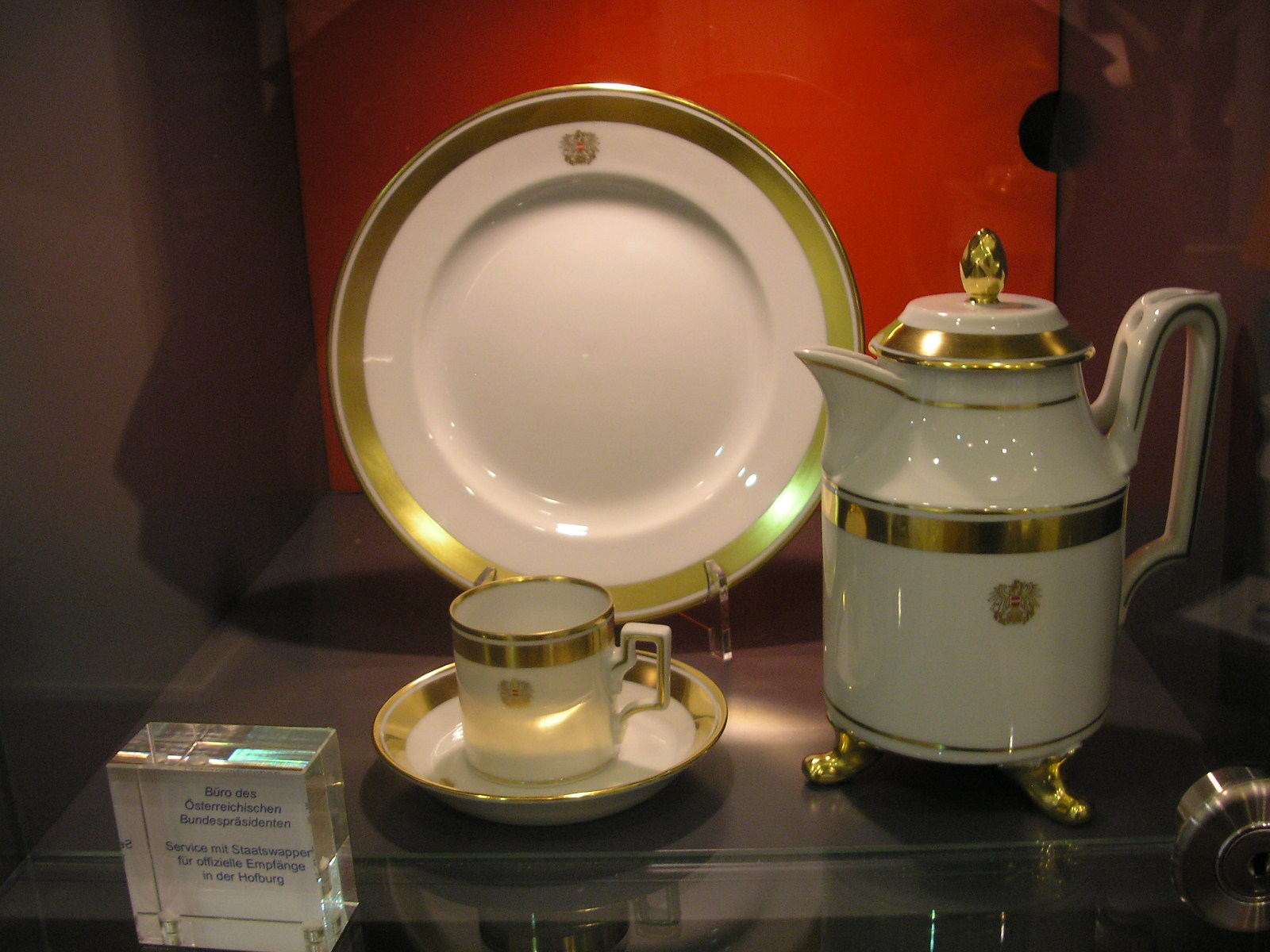
Service für den Bundespräsidenten, mit dem Wappen von Österreich in Gold versehen
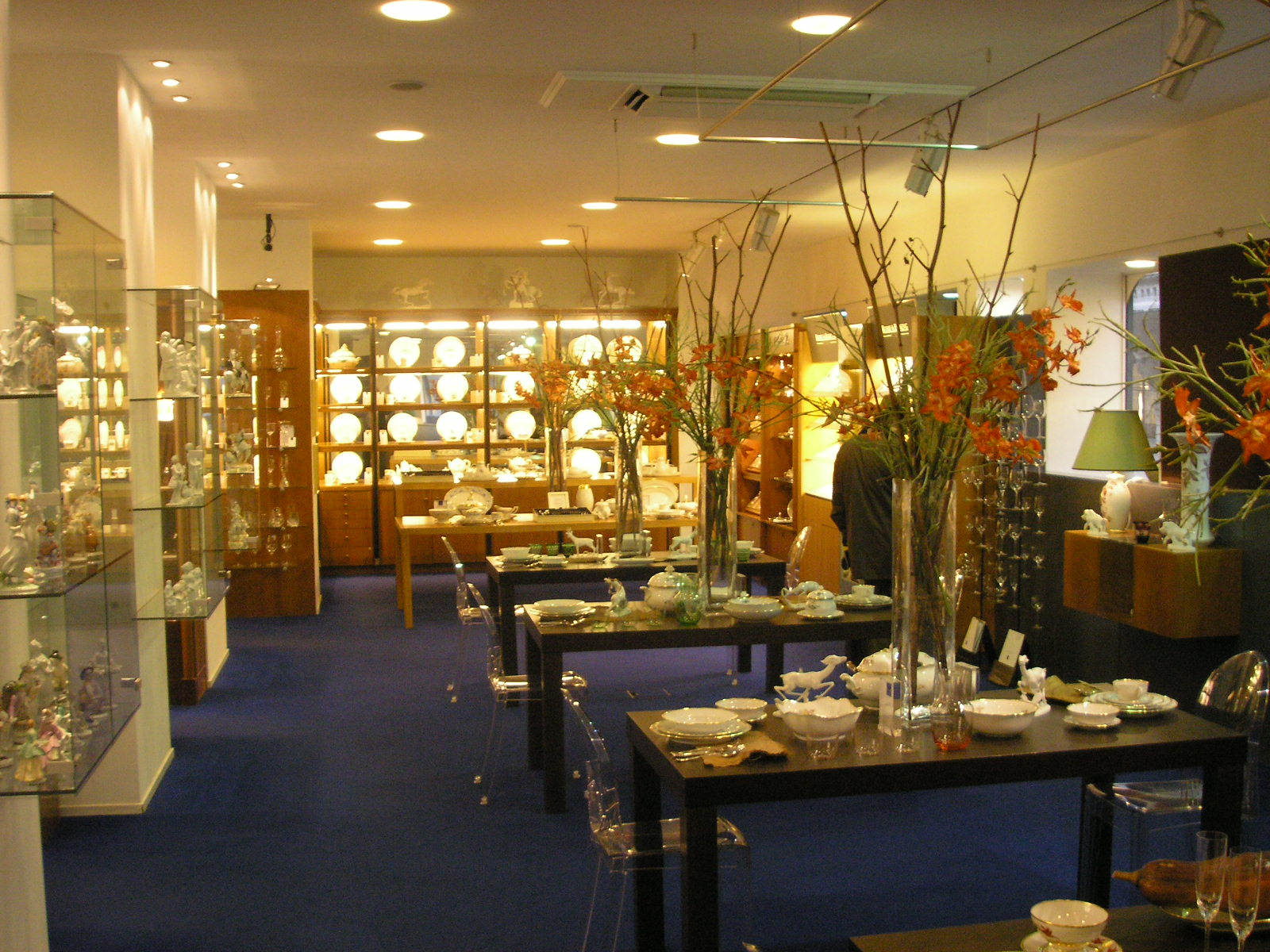
Schauraum Filiale am Stock-im-Eisen-Platz
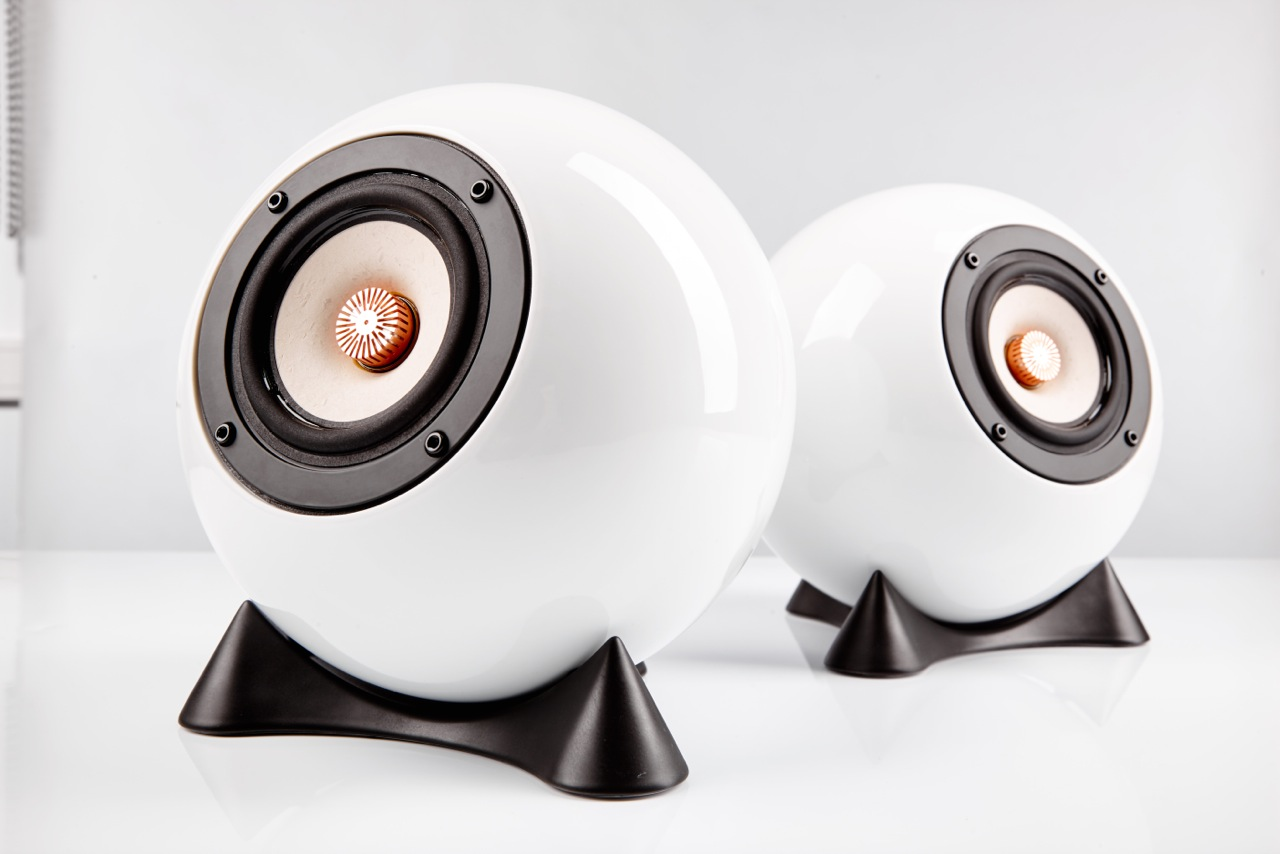
Kugellautsprecher aus dreifach gebranntem Hart-Porzellan

## Auszeichnungen
- 2014: Österreichischer Museumspreis – Anerkennungspreis

## Film
- Augarten Porzellan. Dokumentarfilm, Österreich, 2017, 45 Min., Regie: Patrick Pleisnitzer, Moderation: Karl Hohenlohe, Produktion: Clever Contents, ORF, Reihe: Aus dem Rahmen, Erstsendung: 28. November 2017 bei ORF III, Video im Videoarchiv – Internet Archive